# Maciço Montanhoso Central da Ilha da Madeira
Maciço Montanhoso Central da Ilha da Madeira este o arie protejată (arie specială de conservare — SAC, sit de importanță comunitară — SCI) din Portugalia întinsă pe o suprafață de 6.224,31 ha, integral pe uscat.

## Localizare
Centrul sitului Maciço Montanhoso Central da Ilha da Madeira este situat la coordonatele 32°43′54″N 16°55′27″W / 32.7316°N 16.9241°V.

## Înființare
Situl Maciço Montanhoso Central da Ilha da Madeira a fost declarat sit de importanță comunitară în iunie 1995 pentru a proteja 9 specii de plante și 25 de specii de animale. Situl a fost protejat și ca arie specială de conservare în iulie 2009.

## Biodiversitate
Situată în ecoregiunea , aria protejată conține 6 habitate naturale: Pajiști macaroneziene cu vegetație endemică, Pajiști mezofile macaroneziene, Pante stâncoase silicioase cu vegetație casmofită, Roci stâncoase cu vegetație pionieră de Sedo-Scleranthion sau Sedo albi-Veronicion dillenii, Păduri endemice cu Juniperus spp., Păduri mediteraneene de Taxus baccata.
La baza desemnării sitului se află mai multe specii protejate:
- plante (9): Anthyllis lemanniana, Cirsium latifolium, Deschampsia maderensis, Echium candicans, Marsupella profunda, odontites hollianus (Odontites holliana), Plantago malato-belizii, Sorbus maderensis, Viola paradoxa
- păsări (24): uliu păsărar (Accipiter nisus granti), Alectoris rufa, Anthus berthelotii, Apus unicolor, șorecarul comun (Buteo buteo), cânepar (Carduelis cannabina), sticlete (Carduelis carduelis), scatiu (Carduelis spinus), porumbel (Columba livia), Columba trocaz, prepeliță (Coturnix coturnix), măcăleandru (Erithacus rubecula), vânturel roșu (Falco tinnunculus), cinteză (Fringilla coelebs), codobatură de munte (Motacilla cinerea), vrabie de stâncă (Petronia petronia), Pterodroma madeira, Puffinus puffinus, Regulus madeirensis, sitar de pădure (Scolopax rusticola), Serinus canaria, silvie cu cap negru (Sylvia atricapilla), Sylvia conspicillata, mierlă (Turdus merula)
- nevertebrate (1): Leiostyla gibba

Pe lângă speciile protejate, pe teritoriul sitului au mai fost identificate 29 de specii de plante, 1 specie de mamifere, 20 de specii de nevertebrate, 1 specie de reptile.